# Friends (canção de Joe Satriani)
"Friends" é uma canção de rock instrumental do guitarrista virtuoso estadunidense Joe Satriani. Composta por Joe Satriani e Andy Johns, a música foi lançada em 1992 como single de trabalho do álbum The Extremist pela Relativity Records. O single contém duas faixas instrumentais, e teve um bom desempenho na Billboard, alcançando a 12ª posição na parada Hot Mainstream Rock Tracks dos EUA.
A progressão de acordes de "Friends" geralmente segue um padrão I – IV – V (com exceção das seções da ponte) na tonalidade de Ré bemol (ocasionalmente Ré quando tocado ao vivo), com uso intenso de acordes poderosos no acompanhamento. Satriani executa a faixa usando a afinação Drop D meio tom abaixo e, ao tocar a faixa ao vivo, geralmente usa uma guitarra diferente. 
Em entrevista para Guitar for the Practicing Musician, Satriani afirmou que originalmente compôs a música no baixo elétrico enquanto folheava um livro de fotografias de crianças sorridentes.

## Recepção
Phil Carter, do AllMusic, disse que "Friends" é uma das 3 músicas que se destacam no álbum The Extremist, que foi indicado ao Grammy.
Já o site Guitar9 disse que a música tem potencial para levantar o público em shows.
É uma das músicas favoritas do guitarrista canadense Nick Johnston, que justificou dizendo sobre a música: "a melodia, o arranjo, a tonalidade da guitarra, a performance e a produção são certeiros".

## Faixas do Single
| N.º            | Título         | Compositor(es)           | Duração |  |
| 1.             | "Friends"      | Joe Satriani, Andy Johns | 3:29    |  |
| 2.             | "New Blues"    | Joe Satriani             | 6:58    |  |
| Duração total: | Duração total: | Duração total:           | 10:27   |  |

## Desempenho nas Paradas Musicais
| Ano  | Música  | Ranking                              | Posição | Ref.        |
| ---- | ------- | ------------------------------------ | ------- | ----------- |
| 1992 | Friends | Billboard Hot Mainstream Rock Tracks | #12     | [ 6 ] [ 5 ] |